# Југославија на Зимским олимпијским играма 1964.
Југославија (Социјалистичка Федеративна Република Југославија) је пропустила да пошаље своје представнике на претходне Зимске олимпијске игре одржане у Скво Велију, САД, тако да је ово било седмо учешће на ЗОИ. Игре су одржане 1964. године у Инзбруку, Аустрија. 
Југославија је на ове игре послала укупно 31 такмичара. Југословенски представници су се такмичили у нордијском дисциплинама, алпском скијању и по први пут у Хокеју на леду. Као и на шест претходних олимпијада, југословенски спортисти нису освојили ни једну медаљу. Најбољи пласман остварила је Мајда Енкеле у слалому, освојивши 23. место у конкуренцији од 48 такмичарки.

## Алпско скијање
| Спортиста        | Дисциплина     | Поз. | Резултат                              |
| ---------------- | -------------- | ---- | ------------------------------------- |
| Фредерик Детичек | спуст (м)      | 51.  | 2.36,54 (+18,38)                      |
| Фредерик Детичек | велеслалом (м) | 50.  | 2.11,76 (+25,05)                      |
| Фредерик Детичек | слалом (м)     | нкв  | није се квалификовао за финалну групу |
| Андреј Клинар    | спуст (м)      | 55.  | 2.39,79 (+21,63)                      |
| Андреј Клинар    | велеслалом (м) | 45.  | 2.10,18 (+23,47)                      |
| Андреј Клинар    | слалом (м)     | нкв  | није се квалификовао за финалну групу |
| Петер Лакота     | спуст (м)      | 29.  | 2.27,82 (+9,66)                       |
| Петер Лакота     | велеслалом (м) | 33.  | 2.00,98 (+14,27)                      |
| Петер Лакота     | слалом (м)     | 32.  | 2.26,24 (+15,11) 1.18,59+1.07,65      |
| Ото Пустослемшек | спуст (м)      | 62.  | 2.44,77 (+26,61)                      |
| Ото Пустослемшек | велеслалом (м) | 67.  | 2.22,46 (+35,75)                      |
| Ото Пустослемшек | слалом (м)     | нкв  | није се квалификовао за финалну групу |
|                  |                |      |                                       |
| Мајда Анкеле     | спуст (ж)      | 33.  | 2.04,46 (+9,07)                       |
| Мајда Анкеле     | велеслалом (ж) | 25.  | 2.01,81 (+9,57)                       |
| Мајда Анкеле     | слалом (ж)     | 23.  | 1.50,98 (+21,12) 59,44+51,54          |
| Криста Фанедл    | спуст (ж)      | 31.  | 2.04,22 (+8,83)                       |
| Криста Фанедл    | велеслалом (ж) | 37.  | 2.10,76 (+18,52)                      |
| Криста Фанедл    | слалом (ж)     | дк-1 | дисквалификација у 1. рунди           |

## Скијашко трчање
| Спортиста                                           | Дисциплина          | Поз. | Резултат                                                     |
| --------------------------------------------------- | ------------------- | ---- | ------------------------------------------------------------ |
| Мирко Бавче                                         | 15 km (м)           | нз   | одустао                                                      |
| Јанко Кобентар                                      | 15 km (м)           | 60.  | 1:01.14,6 (+10.20,5)                                         |
| Јанко Кобентар                                      | 30 km (м)           | 50.  | 1:45.04,7 (+14.14,0)                                         |
| Цвето Павчич                                        | 15 km (м)           | 50.  | 58.21,0 (+7.26,9)                                            |
| Цвето Павчич                                        | 30 km (м)           | 44.  | 1:42.44,0 (+11.53,3)                                         |
| Роман Сељак                                         | 15 km (м)           | 46.  | 57.30,0 (+6.35,9)                                            |
| Роман Сељак                                         | 30 km (м)           | 45.  | 1:42.44,4 (+11.53,7)                                         |
| Роман Сељак Мирко Бавче Јанко Кобентар Цвето Павчич | 4x10 km штафета (м) | 12.  | 2:37.30,6 (+18.56,0) (39.43,1 / 39.41,6 / 39.38,5 / 38.27,4) |

## Скијашки скокови
| Спортиста   | Дисциплина | Поз. | Резултат                                              |
| ----------- | ---------- | ---- | ----------------------------------------------------- |
| Петер Ержен | 70 m (м)   | 50.  | 174,3 поена 89,9 (70,5 m)+58,5 (71,0 m)+84,4 (67,5 m) |
| Петер Ержен | 90 m (м)   | 39.  | 181,4 поена 93,0 (84,0 m)+84,9 (75,5 m)+88,4 (74,0 m) |
| Божо Јемц   | 70 m (м)   | 49.  | 176,3 поена 89,8 (70,0 m)+81,1 (66,5 m)+86,5 (68,0 m) |
| Божо Јемц   | 90 m (м)   | 40.  | 180,9 поена 89,6 (82,0 m)+91,3 (79,5 m)+84,9 (73,0 m) |
| Миро Оман   | 70 m (м)   | 47.  | 180,9 поена 93,3 (70,0 m)+87,6 (69,0 m)+84,9 (65,0 m) |
| Миро Оман   | 90 m (м)   | 36.  | 185,5 поена 89,4 (80,5 m)+92,2 (79,0 m)+93,3 (76,0 m) |
| Лудвик Зајц | 70 m (м)   | 39.  | 191,2 поена 95,6 (72,5 m)+93,5 (72,0 m)+95,6 (72,0 m) |
| Лудвик Зајц | 90 m (м)   | 42.  | 180,1 поена 91,5 (84,0 m)+88,6 (78,5 m)+78,9 (67,0 m) |

## Хокеј на леду
| Спортиста | Дисциплина | Поз. | Резултати |
| --- | ---------- | ---- | --- |
| Александар Анђелић Мирољуб Ђорђевић Албин Фелц Антон Јоже Гале Мирко Холбус Бого Јан Иво Јан Маријан Кристан Миран Крмељ Игор Радин Иво Ратеј Виктор Равник Борис Ренауд Рашид Шемсединовић Франц Смолеј Виктор Тишлер Винко Валентар | мушки      | 14.  | квалификациона рунда: · 1-14 Југославија - Канада · Група Б (9.-16. места): · 2 - 6 Југославија - Аустрија · 5 - 3 Југославија - Италија · 5 - 5 Југославија - Румунија · 6 - 4 Југославија - Јапан · 4 - 2 Југославија - Мађарска · 3 - 9 Југославија - Пољска · 4 - 8 Југославија - Норвешка |